# In-Tree

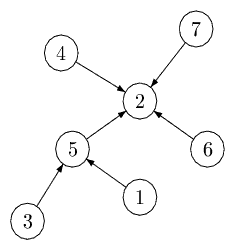
Gewurzelter Baum als In-Tree mit Knoten 2 als Wurzel.

Ein In-Tree ist in der Graphentheorie ein spezieller Graph, genauer ein gewurzelter Baum.

## Definition
Ein In-Tree ist ein gerichteter Graph mit einem ausgezeichneten Knoten, der so genannten Wurzel, für den im Gegensatz zu Out-Trees gilt, dass die Wurzel von jedem Knoten aus durch genau einen gerichteten Pfad erreichbar ist.

## Weitere Begriffe
Der maximale Eingangsgrad eines In-Trees wird als seine Ordnung bezeichnet, und alle Knoten mit Eingangsgrad 0 nennt man Blätter. Als Höhe des In-Trees bezeichnet man die Länge eines längsten Pfades.
Wie bei ungerichteten Bäumen bezeichnet man auch in gewurzelten Bäumen alle Knoten, die kein Blatt sind, als innere Knoten. Manchmal schließt man die Wurzel dabei aber aus.

## Alternative Definition
In-Trees lassen sich auch rekursiv definieren. Sie bestehen aus einem Knoten w, der die Wurzel des Baumes darstellt, welcher ausschließlich mit den Wurzeln knotendisjunkter In-Trees T1, T2, …, Tn in Richtung von w verbunden ist.